# Cratere Gamba
Gamba  è un cratere sulla superficie di Eros.